# Choteau
Choteau é uma cidade localizada no estado americano de Montana, no Condado de Teton.

## Demografia
Segundo o censo americano de 2000, a sua população era de 1781 habitantes.
Em 2006, foi estimada uma população de 1710, um decréscimo de 71 (-4.0%).

## Geografia
De acordo com o United States Census Bureau tem uma área de
4,6 km², dos quais 4,6 km² cobertos por terra e 0,0 km² cobertos por água. Choteau localiza-se a aproximadamente 1164 m acima do nível do mar.

## Localidades na vizinhança
O diagrama seguinte representa as localidades num raio de 40 km ao redor de Choteau.